# Spithami
Spithami (szw. Spithamn) – wieś w Estonii, w prowincji Lääne, w gminie Noarootsi.